# Faust-Quadrille
Die Faust-Quadrille ist eine Quadrille von Johann Strauss Sohn. Sie wurde am 11. Mai 1864 in Pawlowsk in Russland erstmals aufgeführt.